# Roberto Inglese
Roberto Inglese (ur. 12 listopada 1991 w Lucerze) – włoski piłkarz, grający na pozycji napastnika.

## Kariera piłkarska
Wychowanek Pescary, w barwach którego w 2009 rozpoczął karierę piłkarską. 28 sierpnia 2010 przeszedł do Chievo, skąd wkrótce został wypożyczony do Lumezzane. Od 2013 występował na zasadach wypożyczenia w Carpi. 31 sierpnia 2017 podpisał kontrakt z Napoli, ale pozostał jeszcze na jeden sezon w Chievo. 14 sierpnia 2018 został wypożyczony do Parmy. 1 września 2020 Parma wykupiła kontrakt piłkarza.

## Sukcesy i odznaczenia

### Sukcesy klubowe
Carpi
- mistrz Serie B: 2014/15